# Geschichte der Klassischen Philologie
Die Geschichte der klassischen Philologie hat eine lange Tradition, die schon zu Zeiten der Griechen entsteht und sich über das antike Rom, das Mittelalter und die Neuzeit bis in die Gegenwart fortsetzt. Die klassische Philologie umfasst sowohl die lateinische als auch die altgriechische Literatur. Aus der klassischen Philologie gingen die Alte Geschichte und die Archäologie hervor.

## Griechenland
Die Tradition, literarische Texte zu bearbeiten, beginnt schon mit Theagenes von Rhegion im 6. Jh. v. Chr. Er sammelte biographische Daten zu Homer und interpretierte seine Texte. Im 4. Jh. v. Chr. und 3. Jh. v. Chr. wurden dann mehrere Textausgaben hergestellt, die die weitere Überlieferung von griechischen Epen und Dramen sichern sollten. Hierbei wurde auch versucht, mögliche Fehler im Text zu korrigieren.
Aus diesen Ursprüngen entstand im 3. Jh. v. Chr. in Alexandria die Philologie als eigene wissenschaftliche Disziplin. Unter dem ersten Ptolomaier König wurde das Museion gegründet. Hier wurden Schriften gesammelt, mit dem Zweck sie zu erhalten und zu erklären. Die Gelehrten waren bestrebt, den Ursprungstext wiederherzustellen. Für unecht gehaltene Verse wurden markiert, aber im Text belassen. Schon damals lag die letzte Entscheidung beim Leser selbst.
Wichtige Gelehrte Alexandrias waren Zenodotos von Ephesos, Kallimachos von Kyrene, Apollonios Rhodios, Eratosthenes von Kyrene, Aristophanes von Byzanz und Aristarchos von Samothrake.
In Pergamon wurden zu Beginn des 2. Jh. v. Chr. von König Attalos I. eine Schule und von seinem Nachfolger Eumenes II. (ca. 197–158 v. Chr.) eine Bibliothek gegründet. Diese stand in Konkurrenz zu Alexandria. In Pergamon wirkten der Krates von Mallos, Alexander Polyhistor und Apollodor von Pergamon.

## Rom
Die Philologie in Rom nahm ihren Anfang im 2. Jh. v. Chr. Als erste Philologen Roms gelten Lucius Accius und Lucius Aelius Stilo. Stilo war Lehrer Varros und Ciceros. Varro beeinflusste die römische Literaturgeschichte und Grammatik nachhaltig. Zunächst wurde die Echtheit der überlieferten Texte überprüft, die Gelehrten verfassten grammatische und literaturgeschichtliche Werke und bildeten die Fachbegrifflichkeit. Im 1. Jh. n. Chr. wurde die Arbeit systematischer, Handbücher und Schulmaterialien waren das Ergebnis. Die Werke der klassischen Autoren wurden herausgegeben und kommentiert. Im folgenden Jahrhundert fanden auch die altlateinischen Autoren Beachtung.
Die Philologen des 4. und 5. Jh. n. Chr. blieben maßgeblich sowohl für die Spätantike wie auch für das Mittelalter. So schuf Aelius Donatus die bestimmende Grammatik. Boethius war der letzte Philologe Roms, der auch umfassende Kenntnisse der griechischen Sprache und Literatur hatte.

## Mittelalter
Im Mittelalter wurden in Westeuropa aus historischen Gründen und der daraus resultierenden Entwicklung lediglich die lateinischen Schriften beachtet. Die karolingische Renaissance erweckte ein neues Interesse für die lateinische Sprache, die griechische blieb in Westeuropa jedoch weitestgehend ohne Verbreitung. Für die Kirche blieb Latein das gesamte Mittelalter hindurch ein über Grenzen reichendes verbindendes Element. In Klosterschulen und -bibliotheken wurden neue Handschriften angefertigt und gesammelt, philologische Tätigkeit im wissenschaftlichen Sinne fand jedoch nicht statt. Mit der Herausbildung der Scholastik im Hochmittelalter hielt auch eine gewisse Wissenschaftlichkeit Einzug, in deren Zentrum nicht mehr nur das Studium der Kirchenväter und der Geschichte der Heiligen stand, sondern man sich in erster Linie an den aus dem Arabischen ins Lateinische übertragenen Schriften des Aristoteles orientierte.

## Neuzeit
Die Neuzeit brachte mit dem italienischen Humanismus im frühen 14. Jh. eine neue Generation an Philologen hervor. Die Gelehrten bewunderten die Schönheit von Sprache und Stil der Sprache. Sie sammelten die Texte aus Klöstern und brachten sie durch neue Handschriften wieder in Umlauf. Francesco Petrarca versuchte bereits, aus verschiedenen Handschriften einen zuverlässigen Text zu erstellen. Zusammen mit Poggio Bracciolini entdeckte er die Hälfte aller heute bekannten Texte Ciceros.
Auch die griechische Literatur fand wieder Beachtung. Angelo Poliziano beherrschte als erster die altgriechische Sprache so perfekt, dass er selbst Gedichte in dieser Sprache verfasste. Auch die Anfänge der Archäologie fallen in diese Zeit. Außerdem wurde das Latein, das als Sprache der Gelehrten dieser Zeit diente, an das Latein der Klassiker angeglichen.
Das Aufkommen des Buchdrucks verhinderte, dass die Texte weiterhin durch Fehler beim Abschreiben verunreinigt wurden. Am Ende des 15. Jh. bemühte man sich vermehrt darum, mittels Textkritik Texte von hoher Qualität zu erhalten. Etwa von 1530 bis 1700 taten sich besonders französische und niederländische Philologen hervor. Danach glänzte in England Richard Bentley als hervorragender Textkritiker. Auch seine Nachfolger leisteten große Arbeit dabei, die Texte auf ihre Echtheit zu überprüfen. Mit Johann Joachim Winckelmann und Friedrich August Wolf wurde im 18. Jh. der Neohellenismus begründet. Die deutschen Philologen, darunter August Wilhelm von Schlegel, Friedrich Schleiermacher, August Boeckh und Karl Lachmann, blieben bis ins 20. Jh. bestimmend für die Wissenschaft. Den Höhepunkt der deutschen Forschung im Sinne des historischen Positivismus bildeten Theodor Mommsen, Eduard Schwartz und Ulrich von Wilamowitz-Moellendorff. Im 20. Jh. verteilte sich die Forschung gleichmäßig auf Universitäten in ganz Europa und Amerika.